# Гирканская лягушка
Гирканская лягушка (лат. Rana pseudodalmatina) — вид бесхвостых земноводных из рода бурых лягушек семейства настоящих лягушек. Ранее считалась подвидом малоазиатской лягушки.
Распространён на юго-западном и южном побережье Каспийского моря в гирканских лесах на территории Азербайджана (Астаринский, Ленкоранский, Лерикский, Массалинский, Ярдымлинский и Джалильабадский районы), Ирана (в провинциях Ардебиль, Мазендеран, Гулистан и Гилян) и Туркменистана (Балканский велаят).
Размножается в неглубоких водоёмах. У головастиков развитый каннибализм. Метаморфоз длится с начала апреля до конца июня. Вид часто заражается паразитами Haplometra cylindracea и Oswaldocruzia filiformis.